# Szu (mitologia)
| H6 | G43 | A40 |

| H6 | G43 | A40 |

Szu – w mitologii egipskiej bóg powietrza, mąż Tefnut (córki Neit), ojciec ziemi – Geba i nieba – Nut. Był pierwszym zdecydowanie męskim bytem. Bóg powietrza, którego imię oznaczało pustkę. Powstał on z Atuma drogą masturbacji, jako tchnienie, które wyszło z nosa stwórcy. Szu uosabiał tchnienie życiodajne i był dawcą orzeźwiającego wiatru północnego. Funkcją Szu było rozdzielanie ziemi od nieba. Szu wyobrażany był jako mężczyzna o rozpostartych skrzydłach, trzymający w rękach symbole życia i powietrza.